# Revelsberget
Revelsberget är en kulle i Åland (Finland). Den ligger i den norra delen av landskapet, 30 km norr om huvudstaden Mariehamn. Toppen på Revelsberget är 1 meter över havet. Revelsberget ligger på ön Fasta Åland.
Terrängen runt Revelsberget är platt. Havet är nära Revelsberget åt nordost. Runt Revelsberget är det glesbefolkat, med 16 invånare per kvadratkilometer.. Närmaste större samhälle är Finström, 15,5 km söder om Revelsberget. 
I omgivningarna runt Revelsberget växer i huvudsak barrskog.